# Phalangopsidae
Phalangopsidae — родина прямокрилих комах.

## Поширення
Види цієї родини широко поширені, за винятком Європи, більшої частини Північної Америки та Антарктиди. Ці наземні прямокрилі, як і більшість цвіркунів, як правило, процвітають у тропічному або субтропічному середовищі. Понад 70 % родів зареєстровано в неотропічному регіоні, а решта поширені в ефіопському, австралійському та орієнтальному регіонах.

## Класифікація
підродина Cachoplistinae Saussure, 1877 — Африка, Азія
- триба Cachoplistini Saussure, 1877
  - Cacoplistes Brunner von Wattenwyl, 1873
- Homoeogryllini Gorochov, 1986
  - Homoeogryllus Guérin-Méneville, 1847
  - Meloimorpha Walker, 1870

підродина Luzarinae Hebard, 1928 — Центральна і Південна Америка
- підтриба Amphiacustina Hubbell, 1938
  - †Araneagryllus
- підтриба Lernecina Desutter-Grandcolas, 1987
- підтриба Luzarina Hebard, 1928
  - Luzara Walker, 1869
  - Luzarida Hebard, 1928

підродина Paragryllinae Desutter-Grandcolas, 1987 — тропіки
- триба Aclodini Desutter-Grandcolas, 1992
  - Aclodes Hebard, 1928
  - Paraclodes Desutter-Grandcolas, 1992
  - Uvaroviella Chopard, 1923
- триба Paragryllini Desutter-Grandcolas, 1987
  - підтриба Adelosgryllina Gorochov, 2019
    - Adelosgryllus Mesa & Zefa, 2004

  - підтриба Brevizaclina Gorochov, 2014
    - Brevizacla Gorochov, 2003
    - Mikluchomaklaia Gorochov, 1986

  - підтриба Mexiaclina Gorochov, 2014
    - Mexiacla Gorochov, 2007
    - Oaxacla Gorochov, 2007
    - Paragryllodes Karny, 1909

  - підтриба Neoaclina Desutter-Grandcolas, 1988 — *** Neoacla Desutter-Grandcolas, 1988
  - підтриба Paragryllina Desutter-Grandcolas, 1987
    - Paragryllus Guérin-Méneville, 1844

  - підтриба Strogulomorphina Desutter-Grandcolas, 1988
    - Strogulomorpha Desutter-Grandcolas, 1988

  - no subtribe:
    - Apteracla Gorochov, 2009
    - Caltathra Otte, 1987
    - Escondacla Nischk & Otte, 2000
    - Laranda Walker, 1869
    - Pseudendacustes Chopard, 1928

підродина Phalangopsinae Blanchard, 1845
- Endacustini Gorochov, 1986
- Luzaropsini Gorochov, 1986
- Otteiini Koçak & Kemal, 2009
- Phalangopsini Blanchard, 1845
  - Phalangacris Bolívar, 1895
  - Phalangopsis Serville, 1831

підродина Phaloriinae Gorochov, 1985 — Африка, Азія, Океанія
- триба Phaloriini Gorochov, 1985
  - Phaloria Stål, 1877
  - Trellius Gorochov, 1988
  - Vescelia Stål, 1877
- триба Subtiloriini Gorochov, 2003
- unplaced genus† Electrogryllus Gorochov, 1992

incertae sedis
- Megacris
- Stalacris